# Norr-Fålasjön
Norr-Fålasjön är en sjö i Kramfors kommun i Ångermanland och ingår i Ångermanälvens huvudavrinningsområde. Sjön har en area på 0,155 kvadratkilometer och ligger 99,7 meter över havet. Sjön avvattnas av vattendraget Loån (Viättån).

## Delavrinningsområde
Norr-Fålasjön ingår i det delavrinningsområde (700325-160611) som SMHI kallar för Utloppet av Norr-Fålasjön. Medelhöjden är 171 meter över havet och ytan är 3,34 kvadratkilometer. Räknas de 11 avrinningsområdena uppströms in blir den ackumulerade arean 77,45 kvadratkilometer. Loån (Viättån) som avvattnar avrinningsområdet har biflödesordning 2, vilket innebär att vattnet flödar genom totalt 2 vattendrag innan det når havet efter 17 kilometer. Avrinningsområdet består mestadels av skog (78 procent). Avrinningsområdet har 0,14 kvadratkilometer vattenytor vilket ger det en sjöprocent på 4,3 procent.